# Manuel Gomes Ribeiro
Manuel Gomes Ribeiro, primeiro e único barão de Traipú (Japaratuba, 29 de junho de 1841 — Penedo, 27 de julho de 1920) foi um político brasileiro.

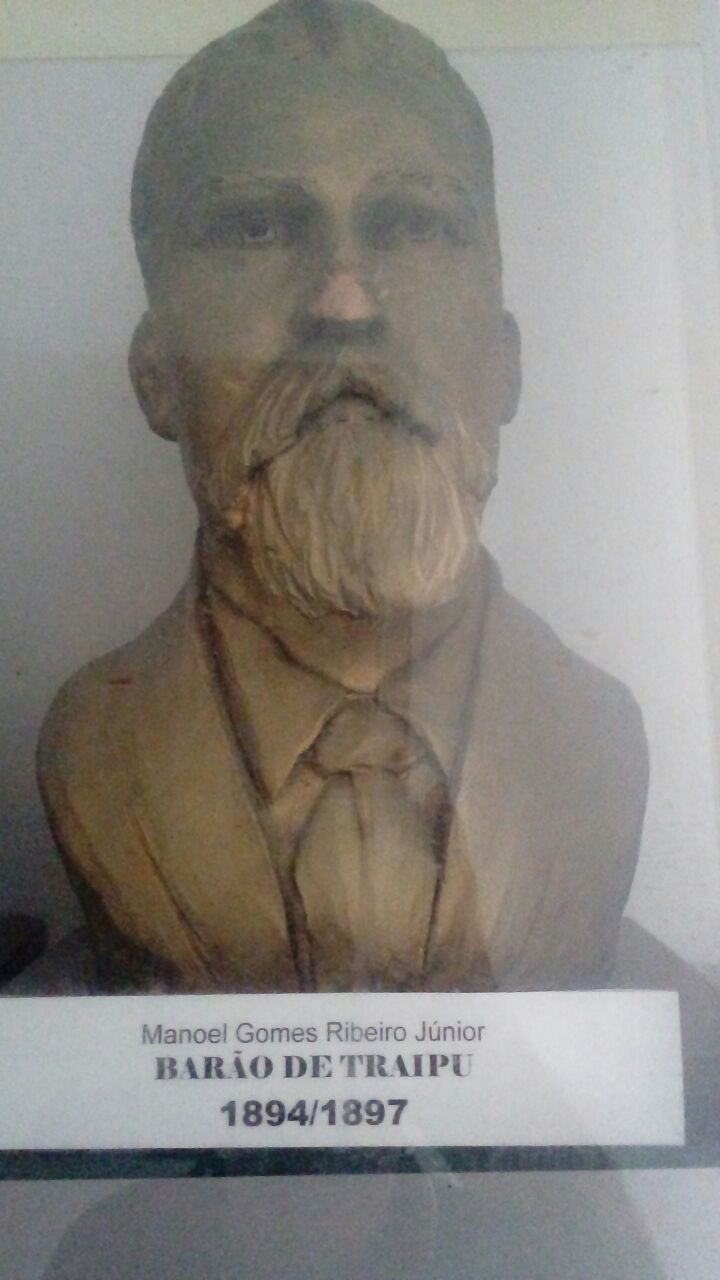
Busto do ex-governador de Alagoas, Manuel Gomes Ribeiro, o Barão de Traipú.

## Biografia

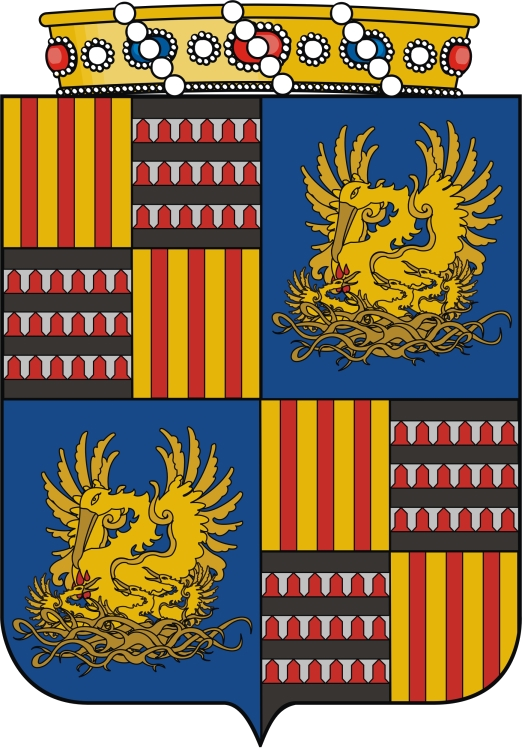
Brasão de armas do barão de Traipú.

Filho de Manuel Gomes Ribeiro Filho e Teresa de Jesus Gomes, foi deputado e senador por Alagoas. Casou-se com Antônia Soares (10 de outubro de 1851 — 17 de janeiro de 1928). Tiveram 2 filhas: Maria Gomes Ribeiro e Tereza Gomes Ribeiro. Sua filha Maria Gomes Ribeiro casou-se com o senador Euclides Vieira Malta.
Foi presidente da província de Alagoas, de 16 de abril a 10 de julho de 1888. Também presidiu o estado no período republicano, de 28 de novembro de 1891 a 24 de março de 1892, de 17 de outubro de 1894 a 1º de outubro de 1895 e de 2 de outubro de 1895 a 14 de janeiro de 1896.
Foi chefe do Partido Conservador em Alagoas. Posteriormente, foi chefe do partido republicano em Alagoas.